# Clock Tower: The First Fear
Clock Tower: The First Fear és el primer videojoc pertanyent a la saga de survival horror Clock Tower, creat per Human Entertainment per a Super Famicom i publicat en Japó en 1995 per primera vegada. En 1997 es va llançar una versió per a PlayStation, amb nous ajustaments. En 1999 es va llançar una versió per a WonderSwan i Windows 95, respectivament.

## Mode de joc
Clock Tower: The First Fear és un Point and Clic que segueix la interfície de les aventures gràfiques per a PC, però amb el maneig adaptat a un comandament de videoconsola. El jugador controla a Jennifer Simpson, i haurà d'ajudar-la a investigar habitacions i fugir de l'Assassí de les Tisores, el brètol que perseguirà a la protagonista durant el transcurs del joc.
Durant el transcurs del joc, Jennifer no compta amb cap arma per a defensar-se ni posseeix cap poder sobrenatural. Tan solament pot fugir i amagar-se del seu enemic. Quan és atacada pot defensar-se (prement el botó de "pànic") esquivant i espentant al seu agressor.
Així mateix, l'estat anímic de Jennifer serà molt important en el joc. El jugador pot veure el rostre de la protagonista en el cantó inferior esquerra de la pantalla, envoltat per un fons el color del qual variarà en funció de l'estat en el qual es trobe Jennifer:
- Blau: En calma. Aparentment, Jennifer està fora de perill, almenys de moment.
- Groc: Alerta. En aquest cas, Jennifer assega un perill prop, i es mostrarà amb els ulls tancats.
- Taronja: Alarmada.
- Roig i blau: Estat adrenalinic. El fons començarà a parpellejar, i si està davant l'Assassí de les Tisores, lluitarà contra ell, a pesar que té més probabilitats de morir al primer colp. Així mateix, si intenta córrer en aquest estat, tindrà més possibilitats d'ensopegar.

L'estat anímic reflecteix el que Jennifer assega, no significa que haja un perill prop realment.

## Argument
Jennifer Simpson és una xiqueta que viu en l'orfenat Granite i que un dia rep la notícia que el senyor Barrows està interessat a adoptar-la a ella i a les seues amigues. Barrows és un milionari que viu en una mansió coneguda com a Clock Tower (La Torre del Rellotge), a causa de la gran torre de rellotge construïda en un dels laterals de la casa.
El joc comença en el moment que Mary, la dona del senyor Barrows, duu a les xiques a la mansió i els fa esperar en el saló principal mentre va a cercar al futur pare adoptiu. Les xiques s'acaben preocupant per la tardança de Mary, i Jennifer s'ofereix a investigar. Ací és on el jugador pren control de la protagonista. A l'eixir del saló, Jennifer escolta un crit esquinçador.
Quan regressa al menjador, es troba amb les llums apagades i la desaparició de les seues amigues. La mansió està en absolut silenci fins que prompte és perseguida per un xiquet psicòpata armat amb unes tisores gegantesques. Es tracta de Bobby Barrows, alies el "Assassí de les Tisores" (Scissorman), que turmentarà a Jennifer durant el transcurs del joc.
Des d'aquest punt, la història pot variar segons els passos que seguisca Jennifer per la mansió, duent-la a diferents finals. Existeixen 9 finals diferents (8 finals i 1 especial ocult).
A mesura que el jugador explore la mansió, es trobarà que, aparentment, en aqueix lloc hi ha alguna cosa molt més sinistre que un xiquet psicòpata. Si Jennifer perd el coneixement durant el joc, despertarà dins d'una gàbia en un rafal del jardí, juntament amb un home que va espentolat i d'aspecte salvatge. Llevat que Jennifer li lliure un tros de pernil al famolenc personatge, estiga la devorarà. Una vegada sadollat el seu apetit sense menjar-se a Jennifer, l'home s'identifica com Simon Barrows, el marit de Mary i la persona que suposadament va adoptar a Jennifer i les seues amigues, esmentant també una "bressol sota les estrelles". Lotte apareix en eixe moment i rescata a Jennifer de la gàbia, però mor tot seguit d'un tir d'escopeta per Mary Barrows.
Si gens d'açò ocorre, Jennifer pot trencar un mur fràgil en un magatzem de la casa, descobrint una entrada a una habitació segellada on descobrix un esquelet vestit en un racó. A l'examinar el nom del maletí de metge que hi ha al costat del cos, Jennifer descobrirà que el mort no és altre que Walter Simpson, el pare de Jennifer. La lectura d'una llibreta de notes que el cadàver tenia revela que el Sr. Simpson era doctor, i va acudir per encàrrec a la Mansió Barrows per a ajudar en el part de la senyora Barrows. Però després del seu naixement, el doctor es va adonar que havia alguna cosa estrany en els dos bebés bessons i un d'ells es va menjar la seua mà. Mary li va tancar llavors en aqueixa habitació perquè no revelara a ningú la naturalesa demoníaca dels seus fills i va segellar la porta perquè morira a l'acabar-se l'aire. La "bressol sota l'estrella" és de nou esmentada en les notes, i abans de morir, el doctor Simpson va escriure el nom de la seua filla amb el seu últim alè.
Cercant per la mansió, Jennifer pugues trobar una habitació amb dues gàbies, i a l'encendre les llums, descobrix el cadàver d'un corb sobre una taula, aparentment sacrificat en algun ritual. Jennifer pot usar una clau per a alliberar al corb viu de la seua gàbia, i en veure com es va volant Jennifer espera escapar ella també.
En una de les habitacions, la protagonista descobrix una capella satànica, amb una altar dedicat al diable i una pentagrama invertit dibuixat en el sòl. Si el jugador ha reunit les pistes i objectes (una estatueta demoníaca o un ceptre d'or), Jennifer pugues usar-los en l'altar per a descobrir una entrada secreta a una caverna sota la mansió. Després de baixar per una escalereta, Jennifer vés a una figura encaputxada caminant davant d'ella cap a les entranyes de la caverna. Ella la segueix, disfressant-se amb una capa i un perfum per a fer-li creure al gos guardià que és la Sra. Barrows. Jennifer descobrix a Lotte moribunda en un altar amb veles (si Jennifer no és rescatada de la gàbia) i a l'endinsar-se més en la gruta troba una estranya sala.
Jennifer entra en la sala i veu un parell de gruixudes cortines. AL mirar que hi ha darrere, s'espanta, i tira a córrer horroritzada. Pel que sembla aquesta habitació era "el bressol sota l'estrella" (l'estrella era el pentagrama del sòl de la capella satànica). Llavors, les cortines s'obrin, revelant a Dan, el germà bessó de Bobby, un gegantesc bebé deforme que ix gatejant després de Jennifer, perseguint-li per la caverna i arraconant-la enfront d'un pendent. Jennifer grimpa ràpidament pel pendent, fent caure accidentalment una llanda de gasolina que impacta contra un canelobre, fent que Dan muira abrasat. Jennifer escapa en un ascensor, fins a l'alt de la Torre del rellotge.
Mentre puja, Bobby salta al sostre de l'ascensor usa les seues tisores per a obrir un forat i entrar dins. En eixe moment l'ascensor arriba a la seua destinació, i Jennifer ix corrent, amb Bobby trepitjant-li els talons. Finalment, Jennifer puja a l'alt del mecanisme del rellotge i acciona uns interruptors que fan que les campanades comencen a sonar. Bobby solta les seues tisores, i es duu les mans als oïts, embogit pel so de les campanades, Bobby ensopega i cau per un buit de la barana des de l'alt de la torre, morint.
Nota: La següent part de la història es narrarà segons el final S
. Jennifer, conscient que el malson ha acabat per fi, avança per la plataforma cap a l'esquerra i de cop i volta descobrix a una de les seues amigues viva i inconscient en el sòl (Laura si vesteix a Ann morta en la mansió, i viceversa. Lotte no pot ser salvada). Però a l'acostar-se a ella, Mary apareix de cop i volta a la seua esquena, cridant: "Tu... Tu vas matar als meus fills!!" i intenta escanyar a Jennifer. Sobtadament, un esbart de corbs liderats pel qual Jennifer va alliberar, apareixen i ataquen furiosament a la Sra. Barrows, qui tractant de fugir de les aus, ensopega i cau als engranatges, morint de la mateixa manera que el seu fill.
L'amiga de Jennifer es desperta, i ambdues ixen fora de la Torre del rellotge. Fora, la pluja ha deixat de caure i l'alba ja clareja. Les dues xiques observen plenes d'esperança el nou dia des de l'alt de la torre.

## Personatges
- Jennifer Simpson

És la protagonista del joc. Jennifer és una xica de catorze anys, amb el cabell llarg i negre, que viu en l'orfenat Granite. El seu pare, el doctor Walter Simpson, va morir aparedat en la mansió Clock Tower després d'assistir al part dels bessons Barrows.
- Ann (Anne en la versió japonesa)

Amiga de Jennifer. És una xica de caràcter obert i alegre. És castanya i duu un vestit verd de mànigues grogues. Jennifer pot trobar-la ofegada en la piscina o bé travessada per les tisores de Bobby, abans de caure per una de les vidrieres de la mansió. Així mateix, pot morir llançada per un dels ventanals de la mansió. Si sobreviu, apareix en els finals S i A.
- Lotte

És la millor amiga de Jennifer i la hi considera la més masculina del grup. Es tracta d'una xica pèl-roja, amb el pèl curt i vestida amb una brusa roja i uns pantalons blaus. És la més heroica de les xiques, ja que se sacrifica per a rescatar a Jennifer quan a aquesta la tanquen en la cel·la de Simon Barrows. No obstant això, després d'açò, Mary la mata d'un tir. Si aquesta seqüència no es dona en el joc, Jennifer la trobarà moribunda en les coves, i durant la seua agonia li proporcionarà pistes per a acabar amb l'Assassí de les Tisores. AL contrari que Ann i Laura, Lotte és l'única que no pot sobreviure. La seua andrògina aparença ha provocat en els fans moltes discussions sobre el seu gènere, però és una xica.
- Laura (Rolla en la versió japonesa)

Amiga de Jennifer. És una xica rossa amb un vestit blau, molt femenina i delicada. AL contrari que la resta, és molt tímida i callada, i l'única que es mostra reticent a l'adopció. Jennifer pot trobar-la penjada i dessagnada en la dutxa, o morta dins d'una armadura. També pot morir llançada per un dels ventanals de la mansió. Si sobreviu, apareixerà en els finals S i A.
- Mary Barrows (Mary Burroughs en la versió japonesa)

A pesar de presentar-se a les xiques com la serventa de Clock Tower, es tracta de l'esposa del senyor Barrows i de la mare dels bessons. És una dona alta i rossa, amb el cabell pentinat en una trossa. Mary és el cervell que hi ha darrere de tots els successos de la mansió. És una dona cruel i venjativa, que manca de sentiments cap a ningú excepte pels seus fills.
- Bobby Barrows (Bobby Burroughs en la versió japonesa)

L'Assassí de les Tisores. Bobby és un xiquet de nou anys que mai parla, vestit amb un uniforme de col·legi, amb el rostre deformat i armat amb unes tisores gegantesques. És l'antagonista principal, del qual Jennifer haurà de fugir i amagar-se al llarg del joc.
- Dan Barrows (Dan Burroughs en la versió japonesa)

Germà bessó de Bobby. És un bebé deforme i gegantesc, que habita en les coves subterrànies de la mansió. Se suposa que s'alimenta de les víctimes del seu germà.
- Simon Barrows (Simon Burroughs en la versió japonesa)

El suposat pare adoptiu de les xiques, marit de Mary i pare dels bessons. Jennifer ho troba en una cel·la de la mansió, tancat per la seua pròpia esposa des del naixement de Bobby i Dan. És una criatura salvatge i animalesca, que intentarà devorar a Jennifer si aquesta no li ofereix menjar.

## Finals
Clock Tower va ser dels primers jocs a incorporar múltiples finals, que depenen de les decisions que prenga el jugador durant el transcurs del joc. Aquests finals es classifiquen de la "A" a la "H", de tal manera que l'A és el "millor final" i l'H el "pitjor final". També existeix un final especial, classificat com "S":
- Final S

És el final especial i el més difícil d'aconseguir. És idèntic al final A, amb la diferència que l'amiga supervivent de Jennifer (que serà o bé Laura o bé Ann) es troba inconscient en el sòl i no mor espentada per Mary. Un esbart de corbs ataca a Mary, després d'això ella cau de la torre del rellotge. L'amiga de Jennifer recupera la consciència i juntes fugen de la mansió. No obstant això, aquest final no es considera canònic.
- Final A

Aquest final s'activa si Jennifer parla amb el senyor Barrows en la cel·la i si una de les seues amigues sobreviu. Després que Bobby caiga de la torre, l'amiga supervivent (que serà o bé Laura o bé Ann) es troba amb Jennifer. No obstant això, Mary interromp la reunió de les xiques i llança a l'amiga per la torre. Llavors Jennifer derrota a Mary de la mateixa manera que en el final B. No obstant això, si va alliberar al corb de la gàbia en una de les habitacions, un esbart de corbs apareixerà i atacarà a Mary, després d'això ella cau de la torre del rellotge. Aquest final es considera canònic, ja que és compatible amb els fets de Clock Tower (PlayStation).
- Final B

Després de presenciar la mort de totes les seues amigues, Jennifer es dirigeix al tercer pis de la mansió. No obstant això, Bobby irromp a través del sostre de l'ascensor i torna a perseguir a la xica. Aquesta fuig per unes escales fins a la torre del rellotge i fa sonar les campanes. El so dels engranatges desorienta a Bobby, que perd l'equilibri i cau de la torre. Llavors apareix Mary, que intenta escanyar a Jennifer per la mort dels seus fills. La xica llança a la dona a un generador elèctric, provocant la seua mort. Jennifer fuig de Clock Tower. Aquest final es considera canònic, ja que és compatible amb els fets de Clock Tower (PlayStation).
- Final C

Jennifer puja en ascensor al segon pis, on la rep Mary. La xica, que ha vist el cadàver del seu pare, demana explicacions a la dona. Mary intenta apunyalar a Jennifer, però aquesta es desfà i fuig cap a la torre del rellotge. Mary demana ajuda a Bobby mentre persegueix a la xica. Mentre Jennifer puja per les escales cap a la torre, la dona l'atrapa per un peu. La xica aconsegueix alliberar-se, Mary perd l'equilibri i cau. A la part alta de la torre, Jennifer s'enfronta a Bobby, que vol venjar a la seua mare i al seu germà. Llavors la xica fa sonar les campanes. El so dels engranatges desorienta al xiquet, que perd l'equilibri i cau de la torre. Jennifer fuig de Clock Tower. Aquest final es considera canònic, ja que és compatible amb els fets de Clock Tower (PlayStation).
- Final D

Jennifer, que no ha vist el cadàver del seu pare, puja en ascensor al segon pis, on la rep Mary. La dona es mostra amable i consola a la xica per la mort de les seues amigues, però mentre l'abraça, l'apunyala en el pit. Jennifer, moribunda, li pregunta "per què?" i Mary li respon amb un somriure malèfic.
- Final I

Mentre Jennifer es dirigeix al tercer pis en ascensor, aquest es deté. Bobby irromp a través del sostre amb les seues tisores i la pantalla es posa en negre mentre Jennifer crida.
- Final F

Si Jennifer no presencia la mort de Lotte, s'activa aquest final. El joc continuarà normal fins a la seqüència de l'ascensor. Gens més tancar-se les portes, s'escolten els crits de Jennifer i el so d'unes tisores. La sang de Jennifer s'escorre sota les portes.
- Final G

Jennifer, després de veure morir a dues de les seues amigues, es dirigeix al garatge, on troba un cotxe amb el qual escapa de la mansió i regressa a l'orfenat. No obstant això, l'endemà passat l'altre, la troben morta en la seua habitació. S'especula que o bé es va suïcidar, adolorida per la mort de les seues amigues, o bé Bobby li va seguir la pista.
- Final H

Aquest final és el més ràpid d'aconseguir, però també es considera el pitjor. Jennifer es dirigeix al garatge i troba un cotxe amb les seues respectives claus. Valora la possibilitat de fugir en ell, però al principi no s'atreveix perquè no vol abandonar a les seues amigues. No obstant això, al final decideix escapar amb ell. En l'última escena, Jennifer vés a través del *retrovisor frontal unes tisores que s'eleven des del seient del darrere, crida i la pantalla es posa en negre.
Així mateix, hi ha altres dos finals que poden donar-se a causa d'un bug. Dites finals s'activen si Jennifer no veu morir ni a Ann ni a Laura. El primer és idèntic als finals G i H, només que Jennifer fuig amb cotxe de la mansió sense morir en l'orfenat ni ser assassinada. El segon s'aconsegueix si el jugador compleix els requisits per al final S, però és idèntic al F.

## Curiositats sobre el joc
Segons els productors, Clock Tower: The first fear està inspirat en la pel·lícula Phenomena, de Dario Argento. El personatge de Jennifer està basat en la protagonista de la pel·lícula, així com l'Assassí de les Tisores està inspirat en el psicòpata, i Mary en la mare d'aquest.